# Giovanni Nesi (pianista)
Giovanni Nesi (Firenze, 20 dicembre 1986) è un pianista italiano.

## Biografia
Allievo di Maria Tipo e Andrea Lucchesini, si è esibito per le maggiori società di concerti e i più importanti festival in Italia e all'Estero.
Ha ricevuto i premi Clef du Mois di ResMusica, il Premio William Walton, il Premio "Serkin" della Scuola di Musica di Fiesole e il "Maggio del Pianoforte" a Napoli.
A lui si deve la prima esecuzione su pianoforte moderno delle Suite e Partite di Domenico Zipoli. Insegna pianoforte presso il Conservatorio di Livorno. Ha inciso per Tactus, Heritage e DaVinci. §
È direttore artistico del Centro Pecci Piano Festival. 

## Discografia
- Mario Pilati: Suite per Pianoforte e Archi; Bagatelle per Pianoforte, Tactus Archiviato il 6 marzo 2019 in Internet Archive. (2014)

- Domenico Zipoli: Complete Suites and Partitas, Heritage (2015)
- Johann Sebastian Bach: Works for Piano Left Hand, Heritage (2019)
- Original and Transcribed Piano Music for the Left Hand: Bach, Schumann, Brahms, Sollini, Wittgenstein, Scriabin, Da Vinci Classics, (2024)